# 백 투 스쿨
《백 투 스쿨》(영어: Back to School)은 미국에서 제작된 앨런 메터 감독의 1986년 코미디 영화이다. 로드니 데인저필드 등이 출연하였고, 척 러셀 등이 제작에 참여하였다.

## 출연진
- 로드니 데인저필드
- 샐리 켈러먼
- 버트 영
- 키스 고든
- 로버트 다우니 주니어
- 윌리엄 재브카
- 에이드리엔 바보
- M. 에밋 월시
- 테리 패럴
- 네드 베이티
- 샘 키니슨
- 로버트 피카도
- 제이슨 허비
- 이디 매클러그
- 커트 보니것
- 대니 엘프먼

## 기타 제작진
- 미술: 데이비드 L. 스나이더